# Karel Hlaváček

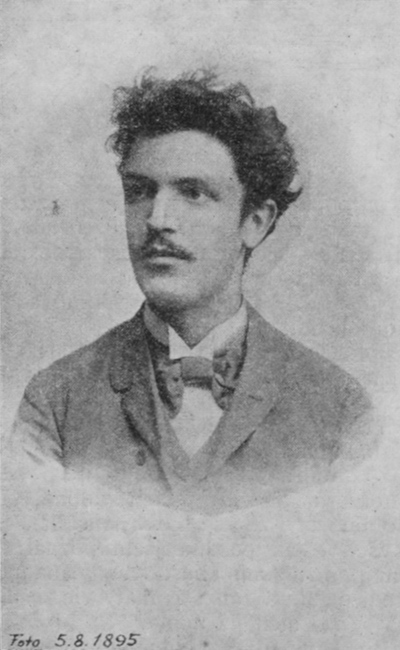
Karel Hlaváček

Selbstbildnis: „Mein Christus“

Karel Hlaváček (* 29. August 1874 in Prag; † 15. Juni 1898 ebenda) war tschechischer Dichter und bildender Künstler, sowie Vertreter des tschechischen Symbolismus und der Dekadenz.

## Werke
Hlaváčeks literarischen Werke und Kritiken über die bildende Kunst publizierte er in der Moderní revue. Er illustrierte auch für diese Zeitschrift. Hlaváček war Mitbegründer und Vorsitzender des Sokolvereins im Prager Stadtteil Libeň. Obwohl er schon mit 23 Jahren an Tuberkulose starb, wirken die von ihm hinterlassenen prä-surrealistischen Gedichte, die auf höchst symbolistische Weise Musik, Malerei und Wort miteinander verbinden, bis heute nach. Das gilt besonders für die musikalischen Gedichte Es spielte wer Oboe (Hrál kdosi na hoboj) und Ich lasse die Viola in der tiefsten Stimmung klingen (Svou violu jsem naladil co možno nejhlouběji). Er galt als der neue Karel Hynek Mácha. Mit seinem Prosagedicht Subtilität der Trauer (Subtilnost smutku), darin sich ein Häftling in eine Spinne verwandelt, hat Hlaváček Franz Kafkas Prosa Verwandlung vorweggenommen.
- Falkensonette (Sokolské sonety) – Erste Gedichtsammlung. Es handelt sich meist um Appellationsverse mit dekadenten Grundzügen.
- Spät gegen Morgen (Pozdě k ránu) – Die Sammlung besticht durch musikalische Klangvielfalt, erreicht durch Wiederholung von Wörtern und eigenen Reim. Er versucht dem Leser Stimmungen zu suggerieren und benutzt dazu Wortklänge. Er bedient sich Bilder unwirklicher Landschaften in Dämmerung. Die Gedichte sind melancholisch und traurig. Gilt als prototypisches Werk der tschechischen Dekadenz.
- Kantilene der Rache (Mstivá kantiléna) – Gedichte geschrieben aus der Sicht eines Menschen, der zum Hungern verurteilt ist. Historischer Hintergrund ist der Aufstand der niederländischen Geusen im 16. Jahrhundert.
- Psalme (Žalmy) – Gedichtsammlung in hymnischen Versen, unvollendet.

## Übersetzungen ins Deutsche
- Spät gegen Morgen, übersetzt, kommentiert und mit Nachwort versehen von Ondřej Cikán, Wien und Prag 2021, ISBN 978-3-903124-17-2. Für die Edition des tschechischen Texts dieser zweisprachigen Ausgabe wurde erstmals das Manuskript berücksichtigt.